# Castello di Hubertusburg
Il castello di Hubertusburg (in tedesco: Schloss Hubertusburg) è un grande complesso rococò situato a Wermsdorf, tra i borghi di Oschatz e Grimma, nel Land della Sassonia, in Germania.

## Storia e descrizione

### Origini

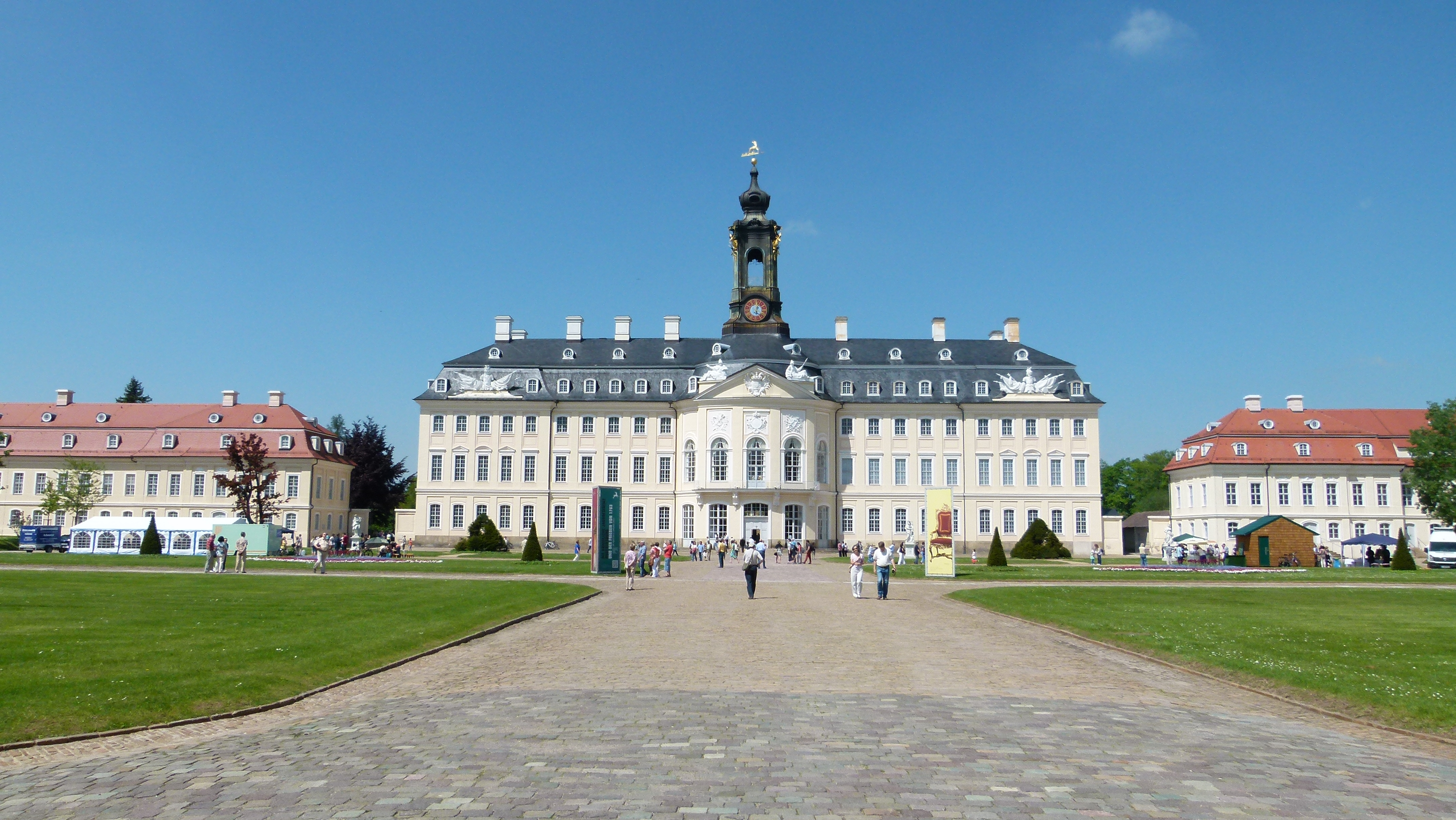
Il castello con i giardini.

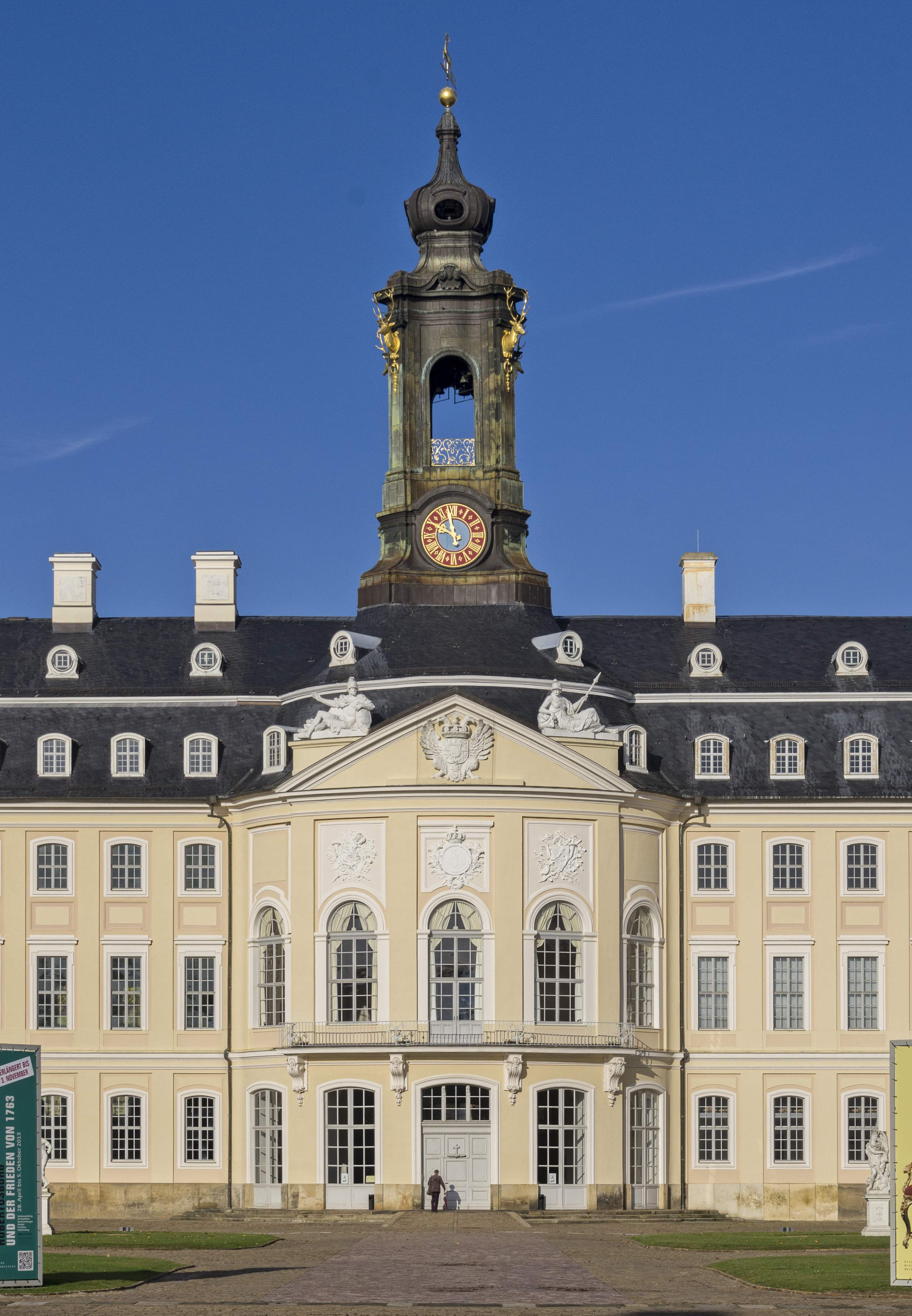
Particolare della facciata con la torre.

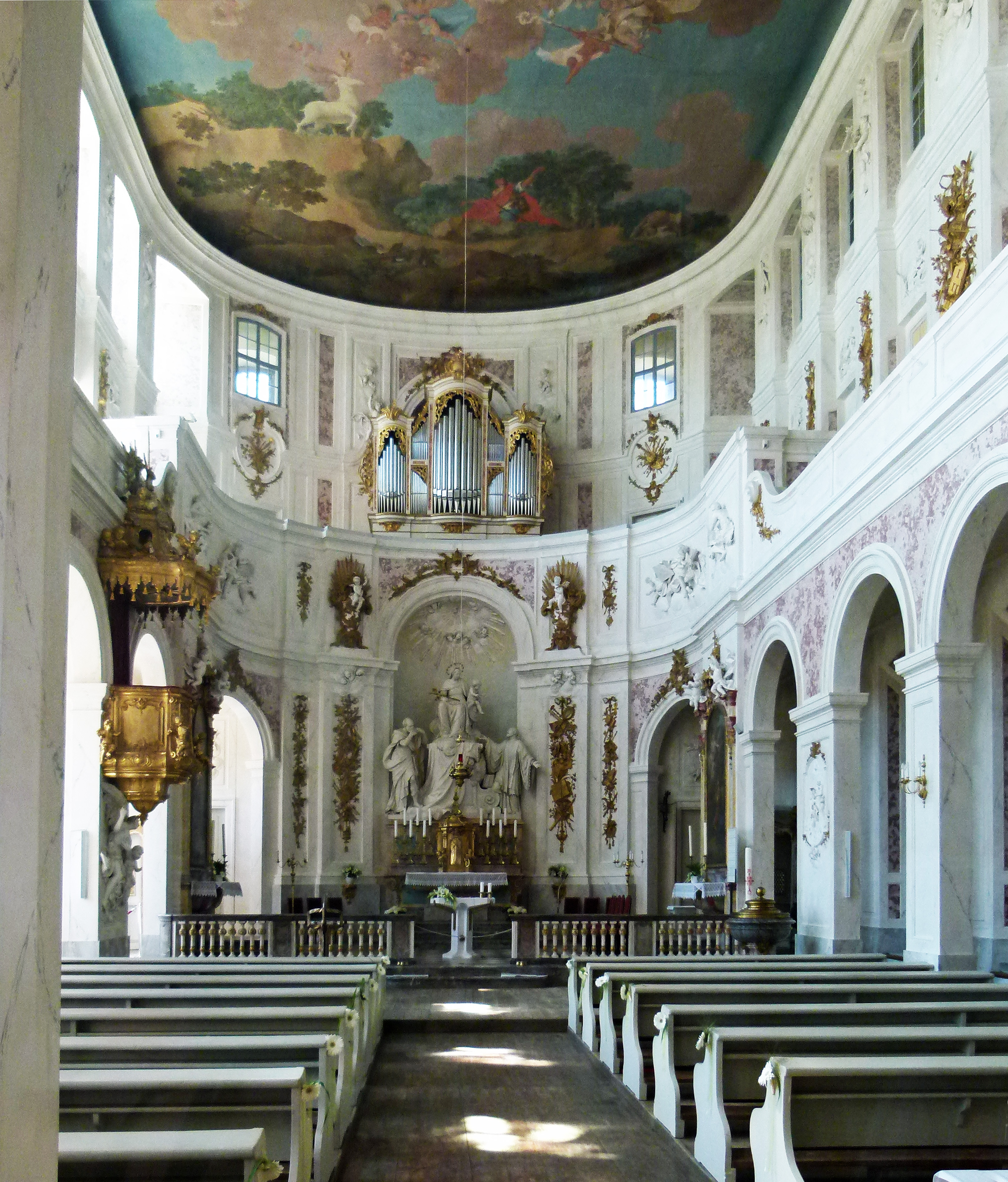
La Cappella di corte.

Le vaste foreste fra Wermsdorf et Mutzschen appartenevano ai territori di caccia della Casa principesca dei Wettin dal XVI secolo.
Augusto il Forte, principe elettore di Sassonia e re di Polonia, veniva spesso a cacciare in questi territori. Fu il 3 novembre 1721, giorno di Sant'Uberto, che decise di costruire in questo luogo uno sfarzoso casino di caccia. I lavori furono affidati all'architetto militare Johann Christoph Naumann (1664 - 1742), che concepì un edificio di stile barocco, con corpo principale e quattro ali aggettanti, completato nel 1724.

### Il castello rococò
Nel 1733, alla morte di Augusto il Forte, il dominio passa al figlio Augusto il Sassone che ne fece un luogo di caccia ma anche teatro di grandi feste.
Tra il 1739 e il 1751 commissionò la ricostruzione all'architetto Johann Knöffel, che realizzò il grande scalone, gli appartamenti e la fastosa Cappella di corte, facendone il suo capolavoro. La decorazione del soffitto della cappella è opera di Giovanni Battista Grone.
Durante la Guerra dei Sette anni (1756-1763), quando le truppe prussiane avanzavano in Sassonia, Augusto il Sassone dovette fuggire in Polonia. Nel 1760 Federico II di Prussia ordinò il sacco del castello, che fu devastato. Solo la cappella si salvò.
Il palazzo è noto in particolare per essere stato il luogo ove venne siglato il Trattato di Hubertusburg, il 15 febbraio 1763, che assieme al Trattato di Parigi di quello stesso anno pose fine alla Guerra dei Sette anni ed alla Guerra franco-indiana.

### Storia moderna
Dopo la guerra il nuovo elettore Federico Augusto III preservò e ricostruì il palazzo destinandolo a pensionato di funzionari statali. In seguito una fabbrica di ceramiche vi fu istituita. Fra il 1840 e il 1872, venne utilizzato come prigione e nel 1911 una parte venne utilizzata come ospedale psichiatrico.
Il 3 ottobre 1990 il castello diventa proprietà del Land della Sassonia che lo destina a dede dell'amministratore del distretto di Oschatz. Ne inizia una grande campagna di restauri che termineranno solo nel 2010.